# Programm zur Stärkung der Inneren Sicherheit
Das Programm zur Stärkung der Inneren Sicherheit (PSIS) ist eine vom Haushaltsausschuss des Deutschen Bundestages am 9. November 2006 beschlossenes Maßnahmenpaket von insgesamt 132 Millionen €. In den Jahren 2007 bis 2009 soll mit dem PSIS durch einen jährlichen Umfang von 44 Mio. € der Ausbau der technischen und elektronischen Ausstattung der Strafverfolgungsbehörden verbessert werden, die zur Abwehr terroristischer Gefahren dienen, und damit den neuen terroristischen Bedrohungen wirksam entgegengetreten werden kann. Die Finanzmittel stehen dem Bundesamt für Verfassungsschutz (64,77 Mio. €), Bundeskriminalamt (34,75 Mio. €), Bundespolizei (28,47 Mio. €) und Bundesamt für Sicherheit in der Informationstechnik (4 Mio. €) zur Verfügung. 
In die Kontroverse ist das PSIS gelangt, weil Finanzmittel für Maßnahmen angefordert worden sind, die keine gesetzliche Grundlage haben.

## Ausstattung

### Geplante Maßnahmen
- Die Bundespolizei soll weitere Sprengstoffspürhunde und zusätzliche Hubschrauber mit Wärmebildkameras anschaffen.
- Dem Bundeskriminalamt soll der Ausbau sprachtechnischer Maßnahmen, vor allem aus dem arabischsprachigen Raum, ermöglicht werden.
- Das Bundesamt für Sicherheit in der Informationstechnik soll ein Konzept zu verfügbaren und sicheren Kommunikationsstrukturen, die nötig sind, um frühe Erkenntnisse aus dem terroristischen Umfeld zu vermitteln und deren speziellen Anforderungen der Aufgabe gerecht wird, entwickeln.

### Geplante Maßnahmen ohne rechtliche Grundlage
- Das Bundeskriminalamt soll technische Maßnahmen zur Online-Durchsuchung von PCs ausbauen.
- Das Bundesamt für Sicherheit in der Informationstechnik soll eine Software zum Speichern und Auswerten von biometrischen Merkmalen wie Gesichtserkennung und eine Auswertung von automatisierten Verhaltensmustern bei Aufnahmen von Überwachungskameras entwickeln.